# Hey! Luciani
Hey! Luciani — девятнадцатый сингл британской рок-группы The Fall, записанный в студии Abbey Road, Лондон, летом 1986 года и выпущенный в 8 декабря лейблом Beggars Banquet Records. Сингл вышел в семидюймовом (7": Beg176) и двенадцатидюймовом (12": Beg176T) форматах. Сингл поднялся до #59 в UK Singles Chart.

## История
Песня «Hey! Luciani», написанная Марком Э. Смитом (в соавторстве со Стивом Хэнли), как и последовавшая затем пьеса «Hey! Luciani: The Life and Codex of John Paul I», в художественной форме исследовала загадку смерти в 1978 году Папы Иоанна Павла I.
Текст песни, как рассказывал автор, появился под влиянием книги «Во имя Господа» (англ. In God’s Name), автор которой, журналист Дэвид Йаллоп доказывал, что Альбино Лючиани (он же Иоанн Павел I) умер насильственной смертью после того, как раскрыл существование тайной масонской ложи с центром в Ватикане. «Он был молод и здоров, когда взошёл на папство, а месяц спустя умер. Потому что решил избавиться от всех этих инвесторов и банкиров. За день до смерти он составил список тех, от услуг кого собирался отказаться. И — умер», — так формулировал Смит своё ви́дение происшедшего.

Спустя две недели после выхода сингла Марк Э. Смит написал пьесу под тем же названием (сократив 500 страниц текста «до 90 минут Фолл-яза»), которая шла в хаммерсмитских Riverside Studious. Автор рассказывал о своём детище: 
Первой мыслью было — написать пьесу по книге, но я написал то, что захотелось написать, персонажи получились далёкими от реальности. Я повсюду дал себе полную свободу и сами персонажи меня стимулировали к переходу к другим вещам…. Пьеса — симуляция теории заговора, изложенной в книге… Ни в коем случае она не может рассматриваться как выпад против католицизма или даже Ватикана. Когда слышат, что она о Папе, тут же предполагают, что это либо рок-мюзикл, либо антирелигиозное заявление. И это печальное отражение того, как театр воспринимается в нашей стране. Я выбрал это место действия, потому что меня заинтересовали персонажи, и, надеюсь, оно послужит местом для хорошей драмы.Марк Э. Смит, New Musical Express
Бас-гитарист Стивен Хенли сыграл в спектакле Иоанна Павла II, сменившего умершего, Смит читал со сцены авторский текст, а главную роль исполнил Тревор Стюарт, австралийский актёр, известный по участию в сериале Би-би-си «The Monocled Mutineer».
Сам Смит считал, что работа над Hey Luciani дисциплинировала и встряхнула группу, участники которой в пьесе играли разные роли. Для него же это, в основном, было «литературное упражнение». «Мое авторское мастерство улучшилось на 25 % благодаря этой пьесе. Она вернула меня к объективности», — говорил Смит.
Многие не нашли в пьесе никакого смысла. Но что меня порадовало - она понравилась таким людям, как мои родители. Люди среднего возраста её оценили. Люди, которым не понравились бы Fall… Это не просто была сюрреалистическая вещь, но она была вещь комическая. Она многому научила меня о британской классовой системе - как будто раньше этого я не знал. Театралы встретили нас презрительно - но они-то у нас сама большая банда бездарей. Из труппы в тридцать человек я использовал 4-5. Мне <эти театралы> кажутся несносными.Марк Э. Смит, 1989
Смит полагал также, что постановка Hey Luciani была полезна и для группы, получившей дисциплинирующую встряску. Ему этот литературный эксперимент, позволил вернуться к утраченной на некоторое время «объективности»: последний на тот момент альбом группы Bend Sinister он считал слишком личным, лишённым персонажей, что рассматривал как недостаток. Смит рассказывал, что ему интересно было попробовать себя в стилизации: написании текстов в стиле XVII века.

## Отзывы критики
Спектакль «Hey! Luciani: The Life and Codex of John Paul I» при участии перформанс-артиста Ли Боуэри в течение двух недель шёл в Riverside Studios (Хаммерсмит, Лондон) и получил в целом негативные отклики. Признав, что диалоги, к Ватикану имеющие «лишь отдаленное отношение», создают временами выбросы «непочтительного, подчас неуместного великолепия», Лен Браун из NME пришёл, тем не менее, к выводу, что «у Смита определённо значительная часть черепицы съехала с крыши» (англ. There are clearly plenty slates missing from the Smith roof), а сокрушение театральных основ он осуществляет неподобающим методом: «смехотворно слабой игрой актёров и невразумительным представлением». Гевин Мартин, корреспондент того же еженедельника, оценил спектакль несколько выше, назвав его «гибридом The Prisoner и Шекспира», с последним отметив даже стилистические сходства.
Стюарт Маркони отмечал, что в пьесе «…образы нагромождаются, создавая скорее эмбиент чем сюжет». Раздавались и голоса, критиковавшие Смита за дидактичность. «Когда мы показывали Hey Luciani в Лондоне, многие ворчали: 'Это словно сидеть в школе', и я думал: а что в этом плохого, пора бы наконец хоть что-то узнать из школьной программы», — говорил он.
Рецензент Melody Maker заметил, что после просмотра спектакля он не может в точности сказать, всерьёз ли отнёсся Смит к первоисточнику или, наоборот, его высмеял, добавив — «Ни один человек из тех, с тем мы говорили, не смог нам дать на это определенный ответ». «После полутора часов фальшивых усов, редких песен Fall… необязательных переодеваний, неадекватной клоунады Ли Боуэри и безнадежно плохой актерской игры, мы прекратили интересоваться судьбой Улыбчивого, перестали восхищаться литературной извращённостью Смита и призвали к немедленному прекращению финансирования <мероприятия> со стороны Совета по делам искусств», — так завершалась рецензия MM, подписанная The Legendary Stud Brothers.

## Состав участников
- Марк Э. Смит — вокал
- Крэйг Скэнлон — гитара
- Саймон Уолстенкрофт — ударные
- Саймон Роджерс — бас-гитара, гитара, клавишные
- Брикс Смит — гитара, клавишные, вокал
- Стив Хэнли — бас-гитара
- Иэн Броуди (трек 1) и Джон Лекки (треки 2-3) — продюсеры
- Сюзанн Смит — оформление

## Список композиций
Сторона 1
- Hey! Luciani (Hanley, S/Smith) 3:34

Сторона 2
- Entitled (Hanley, S/Scanlon/Smith) 3:15
- (12") Shoulder Pads #1B (Smith, ME/Smith, B) 5:03

## Издания
Оригинальные сингловые версии:
- Bend Sinister (трек 3)
- 458489 A Sides (трек 1)
- 458489 B Sides (треки 2-3)
- 50,000 Fall Fans Can’t Be Wrong (трек 1)
- The Fall Box Set 1976—2007 (трек 3)